# DPR Ian
Кристиан Ю (кор. 크리스찬 유; род. 6 сентября 1990, Сидней), известный под псевдонимом DPR Ian — корейско-австралийский певец, рэпер, композитор и режиссёр. Он бывший участник бойз-бэнда C-Clown лейбла Yedang Entertainment, группа существовала с 2012 по 2015 год. Кристиан Ю дебютировал сольно под своим совместно основанным лейблом Dream Perfect Regime (DPR) с цифровым синглом «So Beautiful» 26 октября 2020 года. Его первый студийный альбом Moodswings in to Order был выпущен 29 июля 2022 года. В 2022 году он стал 10-м самым популярным сольным исполнителем Kpop среди мужчин по всему миру на Spotify.

## Биография

### Ранние годы
Кристиан Ю родился 6 сентября 1990 года в Сиднее, Австралия. Его родители развелись, когда он был маленьким, и его воспитывала мать. Он учился в Средней школе исполнительских искусств Вуллонгонга и играл в хэви-метал группе, где на него оказали влияние мюзиклы и цирки, которые он посещал в детстве. В 2008 году, когда ему было 18 лет, он начал выкладывать видео на свой канал YouTube под ником B Boy B.yu. После окончания средней школы Кристиан в течение одного года изучал науку и искусство в Сиднейском университете, а затем бросил учёбу. После этого он переехал в Южную Корею, чтобы заняться танцами, изначально не имея намерения становиться айдолом K-pop. Однако всё изменилось, когда он попал на уличный кастинг в развлекательное агентство; во время прослушивания он не умел петь, но смог впечатлить своими танцевальными способностями.

### Карьера
Ю дебютировал в качестве лидера K-pop-группы C-Clown под сценическим псевдонимом Rome (рус. Ром), который произошел от его корейского имени «Ba-rom» (рус. Ба-ром). Мужская группа из 6 человек дебютировала в июле 2012 года и стала первой айдол-группой, созданной развлекательным агентством Yedang Entertainment, которое позже было переименовано в Banana Culture Entertainment. После того, как C-Clown распались в октябре 2015 года, Кристиан Ю вместе с Live, Cream и REM основали лейбл Dream Perfect Mode, все они добавили к своим именам аббревиатуру лейбла — DPR.
Ю занимается визуальным оформлением коллектива DPR и является режиссёром всех музыкальных клипов DPR, таких как «Jasmine», «Legacy» и «Yellow Cab» (DPR Live), а также своих собственных песен, таких как «So Beautiful», «No Blueberries» и «Ballroom Extravaganza». Он также снимал и монтировал музыкальные клипы для артистов вне DPR, включая «HOLUP» исполнителя Bobby, «Body» у Mino и «Wake Me Up» у Тхэяна. В 2020 году DPR Ian появился в клипе на песню «5 Stars» певицы CL. В том же году они также заколлабились в песнях «So Beautiful» и «No Blueberries».
В 2021 году DPR Ian и DPR Live выпустили трек «Diamonds + and Pearls» как часть саундтрека к фильму Marvel «Шан-Чи и легенда десяти колец». Это ознаменовало то, что дуэт вместе с другими артистами на альбоме стал двумя первыми корейскими артистами, которые приняли участие в альбоме саундтреков Marvel. В 2024 году DPR Ian выступил режиссёром и снялся в клипе на песню «Shopper» певицы IU.

### Артистизм
Когда Кристиан был подростком, у него диагностировали биполярное расстройство, а позже, когда ему исполнилось двадцать лет, — диссоциативное расстройство идентичности (ДРИ). Позже он придумал себе альтер-эго под названием Мито, чтобы отображать слабые эпизоды своего психического расстройства. В интервью Billboard он сказал: «Я хотел изобразить персонажа, имеющего дело с различными психическими расстройствами, которые могут считаться отрицательными или тёмными в реальности, но в то же время могут рассматриваться как суперспособности в другом свете». В своем новом альбоме Dear Insanity он рассказывает о персонифицированной версии своих маниакальных приступов по имени Мистер Безумие: «Я думал, что это должен быть кто-то, кто олицетворяет мои самые сильные маниакальные приступы, но в целом я всегда думал, что Мистер Безумие — это скорее пугающий персонаж. Вы не знаете, на что он способен».

## Дискография

### Студийные альбомы
| Название               | Детали                                                                                                   | Пиковые позиции в чартах   | Пиковые позиции в чартах | Продажи             |
| Название               | Детали                                                                                                   | Circle Chart (Респ. Корея) | Billboard 200 (США)      | Продажи             |
| ---------------------- | --- | -------------------------- | ------------------------ | ------------------- |
| Moodswings in to Order | - Дата выхода: 29 июля 2022 года - Лейбл: Dream Perfect Regime, Kakao M - Форматы: CD, цифровая загрузка | 30                         | 146                      | - Респ. Корея: 3000 |

### Мини-альбомы (EP)
| Название               | Детали | Пиковые позиции в чартах   | Пиковые позиции в чартах | Продажи             |
| Название               | Детали | Circle Chart (Респ. Корея) | Billboard 200 (США)      | Продажи             |
| ---------------------- | --- | -------------------------- | ------------------------ | ------------------- |
| Moodswings in to Order | - Дата выхода: 12 марта 2021 года - Лейбл: Dream Perfect Regime, Kakao M - Форматы: CD, цифровая загрузка | 40                         | —                        | __                  |
| Dear Insanity          | - Дата выхода: 6 октября 2023 года - Лейбл: Dream Perfect Regime - Форматы: CD, цифровая загрузка         | 31                         | 138                      | - Респ. Корея: 5000 |
| Saint                  | - Дата выхода: 7 июня 2024 года - Лейбл: Dream Perfect Regime - Форматы: цифровая загрузка                | —                          | —                        | —                   |

### Синглы
| Название                              | Год  | Альбом                   |
| ------------------------------------- | ---- | ------------------------ |
| «So Beautiful»                        | 2020 | Moodswings in This Order |
| «No Blueberries» (feat. CL, DPR Live) | 2020 | Moodswings in This Order |
| «Ballroom Extravaganza»               | 2022 | Moodswings in This Order |
| «Peanut Butter & Tears»               | 2023 | Dear Insanity            |
| «So I Danced»/«Don't Go Insane»       | 2023 | Dear Insanity            |
| «Saint»                               | 2024 | Saint                    |

## Фильмография

### Участие в музыкальных клипах
| Год  | Заглавие  | Исполнитель | Примечание                                     | Ссылка |
| ---- | --------- | ----------- | ---------------------------------------------- | ------ |
| 2020 | «5 Star»  | CL          |                                                | [ 11 ] |
| 2024 | «Shopper» | IU          | также выступил в качестве режиссёра видеоклипа | [ 21 ] |

## Туры
- Мировой тур The Regime (вместе с DPR Live и DPR Cream) (2022)

## Награды и номинации
| Награда                             | Год  | Категория               | Номинант                 | Результат | Ссылка |
| ----------------------------------- | ---- | ----------------------- | ------------------------ | --------- | ------ |
| Корейская премия в области хип-хопа | 2022 | Альбом года в жанре R&B | Moodswings in This Order | Номинация | [ 22 ] |
| Корейская премия в области хип-хопа | 2023 | Трек года в жанре R&B   | Ballroom Extravaganza    | Номинация | [ 23 ] |
| Корейская премия в области хип-хопа | 2023 | Музыкальный клип года   | «Miito Movie (Part 1)⁣»   | Номинация | [ 23 ] |

### Комментарии
1. ↑  Исполнитель родился в Австралии, жил там до 18 лет, но имеет корейское происхождение. Родители Кристиана — корейцы.